# Halina Czengery

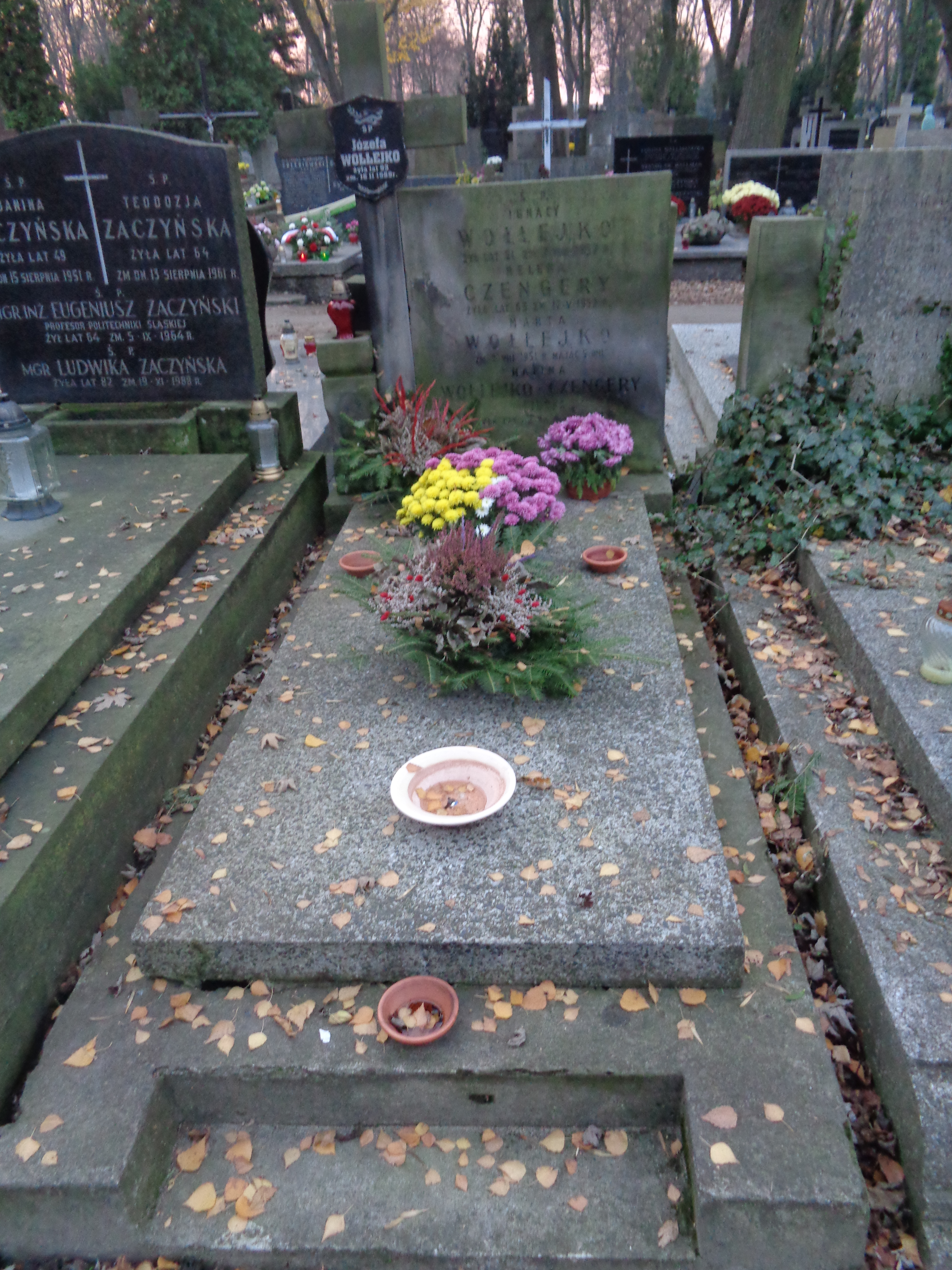
Grób Haliny Czengery na cmentarzu Powązkowskim

Halina Czengery-Wołłejko (ur. 5 maja 1919 w Petersburgu, zm. 4 grudnia 1981 w Warszawie) – polska aktorka teatralna i filmowa.

## Życiorys
Córka Władysława Czengerego (1888–1942), aktora, reżysera i dyrektora teatru w Grodnie. Uczyła się tańca w Szkole Baletowej w Rydze. W 1939 była słuchaczką wydziału sztuki aktorskiej PIST w Warszawie.
Po wybuchu II wojny światowej przebywała w Grodnie, gdzie w latach 1940–1941 występowała w Państwowym Teatrze Polskim BSRR i kontynuowała naukę w działającym przy tym teatrze studiu dramatycznym. Podczas okupacji pracowała jako kelnerka w restauracji. Od sierpnia 1944 grała w Teatrze Wojewódzkim w Białymstoku, później w Teatrze Wojska Polskiego w Lublinie, a w sezonie 1945/46 w Łodzi. W sezonie 1946/47 w Teatrze Polskim w Poznaniu, następnie w warszawskich teatrach: Polskim (1947–1951, 1957–1961) i Współczesnym (1951–1957). Współpracowała też z Teatrem Ochoty. Występowała w słuchowiskach Teatru Polskiego Radia i spektaklach Teatru Telewizji.
19 stycznia 1955 r. na wniosek Ministra Kultury i Sztuki została odznaczona Medalem 10-lecia Polski Ludowej.
Była pierwszą żoną aktora Czesława Wołłejki (w latach 1942–1961) oraz matką Jolanty i Magdaleny Wołłejko, również aktorek.
Zmarła w Warszawie, pochowana na cmentarzu Powązkowskim (kwatera 140-5-6).

## Filmografia
| Filmy |                    |                          |       |
| Rok   | Tytuł              | Rola                     | Uwagi |
| 1962  | Między brzegami    | żona Rudego, matka Madzi |       |
| 1971  | Trzecia część nocy | matka Michała            |       |
| 1975  | Noce i dnie        | Wiktoria Łada, żona Jana |       |

| Produkcje telewizyjne |                         |                           |                                   |
| Rok                   | Tytuł                   | Rola                      | Uwagi                             |
| 1959                  | Podróż                  | pani Rozetti              | spektakl telewizyjny              |
| 1968                  | Przeszło nie minęło     | Leśniczyna                | spektakl telewizyjny              |
| 1968                  | Filiżanka czarnej kawy  | Matylda Krychowa          | spektakl telewizyjny              |
| 1970                  | Kolumbowie              | matka Zygmunta            | serial telewizyjny, odcinek: 3    |
| 1973                  | Dom Bernardy Alba       | służąca                   | spektakl telewizyjny              |
| 1975                  | Tragedia optymistyczna  | staruszka                 | spektakl telewizyjny              |
| 1976                  | Stary, głupi i anioł    | Kobieta, Żona             | spektakl telewizyjny              |
| 1977                  | Noce i dnie             | Wiktoria Łada, żona Jana  | serial telewizyjny, odcinki: 1, 2 |
| 1977                  | Kremlowskie kuranty     | dama nastroszona          | spektakl telewizyjny              |
| 1978                  | 07 zgłoś się            | żona profesora Malickiego | serial telewizyjny, odcinek: 6    |
| 1979                  | Klątwa                  | kobieta z chóru           | spektakl telewizyjny              |
| 1980                  | Punkt widzenia          | archiwistka w ZUS         | serial telewizyjny, odcinek: 2    |
| 1981                  | Wiejski Sherlock Holmes | Smirnowa                  | spektakl telewizyjny              |